# Jama, Kranj
Jama je naselje v Mestni občini Kranj.